# Brahea dulcis
Brahea dulcis är en enhjärtbladig växtart som först beskrevs av Carl Sigismund Kunth, och fick sitt nu gällande namn av Carl Friedrich Philipp von Martius. Brahea dulcis ingår i släktet Brahea och familjen palmer. Inga underarter finns listade i Catalogue of Life.
Denna palm förekommer i Mexiko och Centralamerika fram till Nicaragua. Arten introducerades i södra USA (Kalifornien, Arizona, Texas). Den föredrar torra skogar i regioner som ligger 300 till 1700 meter över havet. Ibland hittas palmen utanför skogen. Den är känslig för temperaturer lägre än -5 C°.
Trädets stam blir vanligen 2 till 7 meter hög och den når en diameter av 12 till 20 cm. Från toppen växer 10 till 15 blad som är uppdelade i cirka 30 till 50 styva avsnitt som slutar i en spets. Brahea dulcis har 1,0 till 1,5 cm långa gröna till bruna frukter som innehåller ett frö. Fröet behöver cirka två till fyra månader för sin groning. Även senare är palmens utveckling långsam.
Palmens ätliga frukter plockas och äts av regionens befolkning. De används även för sylt. Brahea dulcis förekommer dessutom i trädgårdar som prydnadsväxt.